# Primetime-Emmy-Verleihung 1955
Die 7. Emmy-Verleihung fand am 7. März 1955 im Moulin Rouge Nightclub in Hollywood, Kalifornien, USA statt. Die von Steve Allen moderierte Zeremonie wurde über NBC erstmals national ausgestrahlt.

## Nominierungen und Gewinner

### Programmpreise
| Kategorie                                                                                          | Preisträger | Programm                                  | Nominierungen |
| -------------------------------------------------------------------------------------------------- | ----------- | ----------------------------------------- | --- |
| Best Dramatic Show (Beste Dramasendung)                                                            |             | The United States Steel Hour, ABC         | Four Star Playhouse, CBS Medic, NBC The Philco Television Playhouse, NBC Studio One, CBS                                                       |
| Best Mystery Or Intrigue Series (Beste Mystery- oder Krimiserie)                                   |             | Polizeibericht, NBC                       | Foreign Intrigue, NBC I Led Three Lives, Syndication Racket Squad, Syndication Waterfront, Syndication                                         |
| Best Western or Adventure Series (Beste Western- oder Abenteuerserie)                              |             | Eisenbahndetektiv Matt Clark, Syndication | The Adventures of Wild Bill Hickok, Syndication Annie Oakley, Syndication Im Wilden Westen, CBS The Roy Rogers Show, NBC                       |
| Best Variety Series Including Musical Varieties (Beste Unterhaltungs- oder Musicalserie)           |             | Disneyland, ABC                           | The George Gobel Show, NBC The Jack Benny Program, CBS The Jackie Gleason Show, CBS Toast of the Town, CBS Your Hit Parade, NBC                |
| Best Audience Participation, Quiz or Panel Program (Beste Mitmach-, Quiz- oder Bildratesendung)    |             | This Is Your Life, NBC                    | Masquerade Party, ABC People Are Funny, NBC What's My Line?, CBS You Bet Your Life, NBC                                                        |
| Best Situation Comedy (Beste Sitcom)                                                               |             | Make Room for Daddy, ABC                  | The George Burns and Gracie Allen Show, CBS I Love Lucy, CBS Mister Peepers, NBC Our Miss Brooks, CBS Private Secretary, CBS                   |
| Best Cultural, Religious Or Educational Program (Bestes Kultur-, Religions- oder Bildungsprogramm) |             | Omnibus, CBS                              | Life Is Worth Living, DuMont Meet The Press, NBC Person To Person, CBS See It Now, CBS                                                         |
| Best Sports Program (Beste Sportsendung)                                                           |             | Gillette Cavalcade of Sports, NBC         | Forest Hills Tennis Matches, NBC Greatest Moments in Sports, NBC NCAA Football, ABC Pabst Blue Ribbon Bouts, CBS Professional Football, DuMont |
| Best Children’s Program (Beste Kindersendung)                                                      |             | Lassie, CBS                               | Art Linkletter and the Kids, Syndication Ding Dong School, NBC Kukla, Fran and Ollie, ABC Time for Beany, Syndication Zoo Parade, NBC          |
| Best Daytime Program (Beste Tagessendung)                                                          |             | Art Linkletter's House Party, CBS         | The Betty White Show, NBC The Bob Crosby Show, CBS The Garry Moore Show, CBS Robert Q. Lewis, CBS                                              |
| Best Individual Program of the Year (Bestes Einzelprogramm)                                        |             | Disneyland, ABC                           | Light's Diamond Jubilee, Syndication Medic, NBC Shower of Stars, CBS Studio One, CBS                                                           |

### Regiepreise
| Kategorie                                                                              | Preisträger               | Programm             | Nominierungen |
| -------------------------------------------------------------------------------------- | ------------------------- | -------------------- | --- |
| Best Direction (Beste Regie)                                                           | Franklin J. Schaffner     | Studio One, CBS      | Robert Florey für The Loretta Young Show, NBC Clark Jones für Your Hit Parade, NBC Roy Kellino für Four Star Playhouse, CBS Ted Post für Waterfront, CBS Alex Segal für The United States Steel Hour, ABC                               |
| Best Art Direction Of A Filmed Show (Beste künstlerische Regie aufgezeichnete Sendung) | Ralph Berger, Albert Pyke | Shower of Stars, CBS | Duncan Cramer für Four Star Playhouse, CBS Frank Durlauf für The Adventures of Ozzie and Harriet, ABC Claudio Guzman für The Ray Bolger Show, ABC Serge Krizman für Schlitz Playhouse of Stars, CBS                                     |
| Best Art Direction Of A Live Show (Beste künstlerische Regie Live-Sendung)             | Bob Markell               | You Are There, CBS   | Robert Tyler Lee für Shower of Stars, CBS Carl Macauley für Space Patrol, ABC William T. Martin für The Dinah Shore Show, NBC James Vance für Climax, CBS                                                                               |
| Best Direction Of Photography (Beste Kameraregie)                                      | Lester Shorr              | Medic, NBC           | Norbert Brodine für The Loretta Young Show, NBC George Clemens für Schlitz Playhouse of Stars, CBS Edward Colman für Polizeibericht, NBC Harold E. Stine für Cavalcade of America, Syndication Walter Strenge für My Little Margie, NBC |

### Drehbuchpreise
| Kategorie                                            | Preisträger                                                 | Programm                   | Nominierungen |
| ---------------------------------------------------- | ----------------------------------------------------------- | -------------------------- | --- |
| Best Written Drama Material (Beste Drama-Vorlagen)   | Reginald Rose                                               | Studio One, CBS            | Paddy Chayefsky für Philco TV Playhouse, NBC David Dortort für Climax, CBS Leonard Freeman für Four Star Playhouse, CBS James Moser für Medic, NBC |
| Best Written Comedy Material (Beste Comedy-Vorlagen) | James Allardice, Jack Douglas, Hal Kanter und Harry Winkler | The George Gobel Show, NBC | George Balzer, Milt Josefberg, Sam Perrin und John Tackaberry für The Jack Benny Show, CBS Robert G. Carroll, Jess Oppenheimer und Madelyn Pugh für I Love Lucy, CBS James Fritzell und Everett Greenbaum für Mister Peepers, NBC Jackie Gleason für The Jackie Gleason Show, CBS Danny Thomas für Make Room for Daddy, ABC |

### Technikpreise
| Kategorie                                                | Preisträger                                       | Programm                     | Nominierungen |
| -------------------------------------------------------- | ------------------------------------------------- | ---------------------------- | --- |
| Best Television Film Editing (Bester TV-Schnitt)         | Lynn Harrison und Grant Smith                     | Disneyland, ABC              | George Amy für Schlitz Playhouse of Stars, CBS Samuel E. Beetley für Four Star Playhouse, CBS Jodie Copelan für Medic, NBC Chester W. Schaeffer für Disneyland, ABC |
| Best Television Film Editing (Bester TV-Tonschnitt)      | George Nicholson                                  | Polizeibericht, NBC          | Cathey Burrow für Waterfront, CBS Johnny Bushelman für Ramar of the Jungle, Syndication Stanley Callahan für Rin-Tin-Tin, ABC Josef von Stroheim für Medic, NBC     |
| Best Engineering Effects (Beste Spezialeffekte)          | Jackie Gleason Enterprises                        | The Jackie Gleason Show, CBS | John Goetz, Walter O'Mears und Daniel Zampino für Electronic Editing, NBC Cameron Pierce für Space Patrol, ABC Robert Shelby für Four Quadrant Screen, NBC          |
| Best Technical Achievement (Beste technische Ausrüstung) | John West, Color TV Policy and Burbank Color, NBC |                              | L.H. Bowman, West Coast Color TV Facilities, CBS George E. H. Hanson und Ozzie and Harriet Production Facilities, ABC                                               |

### Musikpreise
| Kategorie                                                                            | Preisträger      | Programm                              | Nominierungen |
| ------------------------------------------------------------------------------------ | ---------------- | ------------------------------------- | --- |
| Best Scoring Of A Dramatic Or Variety Program (Beste Drama- oder Unterhaltungsmusik) | Victor Young     | Diamond Jubilee of Light, Syndication | Buddy Bregman für Colgate Comedy Hour, NBC Gordon Jenkins für Shower of Stars, CBS Nelson Riddle für Satins and Spurs, NBC Walter Scharf für Texaco Star Theatre, NBC          |
| Best Original Music Composed For TV (Beste TV-Musik)                                 | Walter Schumann  | Polizeibericht, NBC                   | Bernard Herrmann für Shower of Stars, CBS Gian Carlo Menotti für Hallmark Hall of Fame, NBC Victor Young für Diamond Jubilee of Light, Syndication Victor Young für Medic, NBC |
| Best Choreograph (Bester Choreograph)                                                | June Taylor      | The Jackie Gleason Show, CBS          | Rod Alexander für Max Liebman Spectaculars, NBC Tony Charmoli und Bob Herget für Your Hit Parade, NBC Louis Da Pron für Texaco Star Theatre, NBC                               |
| Best Male Singer (Bester Sänger)                                                     | Perry Como, CBS  |                                       | Eddie Fisher, NBC Frankie Laine, Syndication Tony Martin, NBC Gordon MacRae, NBC                                                                                               |
| Best Female Singer (Beste Sängerin)                                                  | Dinah Shore, NBC |                                       | Jane Froman, CBS Peggy King, NBC Gisele MacKenzie, NBC Jo Stafford, CBS |

### Darstellerpreise
| Kategorie                                                                   | Preisträger     | Programm                     | Nominierungen |
| --------------------------------------------------------------------------- | --------------- | ---------------------------- | --- |
| Best Actor in a Single Performance (Bester Darsteller Einzelauftritt)       | Robert Cummings | Studio One, CBS              | Frank Lovejoy für Lux Video Theatre, CBS Fredric March für The Best of Broadway, CBS Fredric March für Shower of Stars, CBS Thomas Mitchell für The Ford Television Theatre, NBC David Niven für Four Star Playhouse, CBS               |
| Best Actress in a Single Performance (Beste Darstellerin Einzelauftritt)    | Judith Anderson | Hallmark Hall of Fame, NBC   | Ethel Barrymore für Climax, CBS Beverly Garland für Medic, NBC Ruth Hussey für Lux Video Theatre, NBC Dorothy McGuire für Climax, CBS Eva Marie Saint für The Philco Television Playhouse, NBC Claire Trevor für Lux Video Theatre, NBC |
| Best Actor Starring in a Regular Series (Bester Seriendarsteller)           | Danny Thomas    | Make Room for Daddy, ABC     | Richard Boone für Medic, NBC Robert Cummings für My Hero, Syndication Jackie Gleason für The Jackie Gleason Show, CBS Jack Webb für Polizeibericht, NBC                                                                                 |
| Best Actress Starring in a Regular Series (Beste Seriendarstellerin)        | Loretta Young   | Letter to Loretta, NBC       | Gracie Allen für The George Burns and Gracie Allen Show, CBS Eve Arden für Our Miss Brooks, CBS Lucille Ball für I Love Lucy, CBS Ann Sothern für Private Secretary, CBS                                                                |
| Best Supporting Actor in a Regular Series (Bester Seriennebendarsteller)    | Art Carney      | The Jackie Gleason Show, CBS | Ben Alexander für Polizeibericht, NBC Don DeFore für The Adventures of Ozzie & Harriet, ABC William Frawley für I Love Lucy, CBS Gale Gordon für Our Miss Brooks, CBS                                                                   |
| Best Supporting Actress In A Regular Series (Beste Seriennebendarstellerin) | Audrey Meadows  | The Jackie Gleason Show, CBS | Bea Benaderet für The George Burns and Gracie Allen Show, CBS Jean Hagen für Make Room for Daddy, ABC Marion Lorne für Mister Peepers, NBC Vivian Vance für I Love Lucy, CBS                                                            |

### Moderatorenpreise
| Kategorie                                                                        | Preisträger            | Programm | Nominierungen |
| -------------------------------------------------------------------------------- | ---------------------- | -------- | --- |
| Best News Reporter Or Commentator (Bester Nachrichtenreporter oder -kommentator) | John Charles Daly, ABC |          | Douglas Edwards, CBS Eric Sevareid, CBS John Cameron Swayze, NBC Clete Roberts, Syndication                                    |
| Most Outstanding Personality (Außergewöhnliche TV-Persönlichkeit)                | George Gobel, NBC      |          | Richard Boone, NBC Walt Disney, ABC Tennessee Ernie Ford, CBS Preston Foster, Syndication Fess Parker, ABC Michael O’Shea, NBC |